# Pagsanjan
Pagsanjan est une localité de la province de Laguna, aux Philippines. En 2015, elle compte 42 164 habitants.